# تارتو ۳۵۶۱۸
سیارک ۳۵۶۱۸ (به انگلیسی: 35618 Tartu، نامگذاری:1998HC149) سی و پنج هزار و ششصد و هجدهمین سیارک کشف شده‌است که در ۲۵ آوریل ۱۹۹۸ کشف شد.